# Camilla de Lucas
Camilla Jesus Santos de Lucas (Nova Iguaçu, 13 de outubro de 1994) é uma influenciadora digital e youtuber brasileira.

## Biografia
Camilla nasceu e foi criada em Nova Iguaçu, no Rio de Janeiro, filha de Maria Lucia e Marco Lucas e irmã de Gabriel de Lucas. A influenciadora cursava contabilidade, mas decidiu trancar o curso após seu trabalho na internet começar a progredir.

## Carreira
Camilla iniciou seu trabalho na internet em 2017, através da plataforma de vídeos YouTube, em pouco tempo, ela já estava entre as personalidades negras mais influentes da internet brasileira. Durante à pandemia de COVID-19, em 2020, houve uma expansividade no seu público através dos seus vídeos publicados no TikTok, crescendo todas as suas redes sociais. A partir daí, seus seguidores alavancaram e grandes marcas começaram a dar mais atenção ao seu trabalho. Com a agência Mynd8, associada por Preta Gil, Camilla já trabalhou com grandes marcas de diversos segmentos, e, no mesmo ano, foi reconhecida pela Forbes como uma das personalidades jovens mais promissoras de 2020, na categoria Web, através da Forbes 30 Under 30. Já participou de programas da TV Globo, como Encontro com Fátima Bernardes e Conversa com Bial. Pelo sucesso na internet, a criadora de conteúdo foi capa de revista Glamour e da revista ELA, além de compor as cinquenta pessoas mais criativas de 2020, pela revista norte-americana Wired, celebrando o Festival Wired Criative X.
No ano de 2021, Camilla foi convidada para participar da vigésima primeira temporada do reality show Big Brother Brasil, que estreou no dia 25 de janeiro, tornando-se vice-campeã do reality com 5,23% dos votos. Desde então, conquistou cada vez mais espaço e relevância na mídia.
Em 20 de novembro de 2021, Camilla estreou nas passarelas em um desfile da São Paulo Fashion Week. Em junho de 2022, ela retorna para mais uma edição do evento.

## Vida pessoal
Camilla mantém um relacionamento com Mateus Ricardo, desde 2019. Em outubro de 2021, ficou noiva. O casamento ocorreu em 13 de maio de 2023.

## Controvérsias

### Polêmicas sobre transição capilar
Durante a sua passagem no Big Brother Brasil 21, a youtuber contou que estava utilizando perucas no programa por conta de estar em transição capilar e defendeu João Luiz de um suposto caso de racismo por parte do cantor Rodolffo Matthaus. No entanto, após o fim do programa, a influenciadora digital foi vista com uma nova peruca, sendo duramente criticada nas redes sociais, a empresária fez um stories no Instagram assustada e chorando, em seguida comentou sobre os ataques que estava sofrendo e criticou que as pessoas estavam defendendo o Rodolffo por ser "branco e bonito".
Algumas personalidades, como a cantora Iza, chegaram a defender a influenciadora digital com um vídeo envolvendo usos de laces. A empresária também recebeu o apoio do economista Gil do Vigor.

## Filmografia

### Televisão
| Ano  | Título                   | Papel                      | Nota                            |
| ---- | ------------------------ | -------------------------- | ------------------------------- |
| 2021 | Big Brother Brasil       | Participante (vice-campeã) | Temporada 21                    |
| 2021 | The Masked Singer Brasil | Apresentadora              |                                 |
| 2022 | Close da Bonita          | Apresentadora              |                                 |
| 2022 | Novelei                  | Ruth Araújo Assunção       | Episódio: "Mulheres de Areia"   |
| 2023 | A Sogra que te Pariu     | Mila Rocha                 | Episódio: "Noah Acredito Nisso" |

### Cinema
| Ano  | Título                   | Papel                             | Nota |
| ---- | ------------------------ | --------------------------------- | ---- |
| 2023 | O Lado Bom de Ser Traída | Patrícia Alencar Rochetty (Patty) |      |
| 2025 | Confia: Sonhos de Cria   | Andressa                          |      |

## Prêmios e indicações
| Ano  | Prêmio                    | Categoria                                | Resultado | Ref.   |
| ---- | ------------------------- | ---------------------------------------- | --------- | ------ |
| 2020 | Prêmio iBest              | Beleza (voto popular)                    | 2° lugar  |        |
| 2020 | Prêmio iBest              | Beleza (voto Academia iBest)             | 3° lugar  |        |
| 2020 | Capricho Awards           | Humor                                    | Indicada  | [ 31 ] |
| 2020 | Capricho Awards           | Revelação do Ano                         | Indicada  | [ 31 ] |
| 2020 | Meus Prêmios Nick         | Tiktoker do Ano                          | Indicada  | [ 32 ] |
| 2020 | Prêmio TodaTeen           | Revelação do Ano                         | Indicada  | [ 33 ] |
| 2020 | Prêmio TodaTeen           | Tiktoker Nacional                        | Indicada  | [ 33 ] |
| 2020 | Splash Awards             | Melhor Criador(a) de Conteúdo            | Indicada  | [ 34 ] |
| 2021 | Prêmio iBest              | Creator do Ano                           | Indicada  | [ 36 ] |
| 2021 | Prêmio iBest              | Influenciador do Ano                     | Indicada  | [ 36 ] |
| 2021 | Prêmio iBest              | Comportamento e Família (academia iBest) | Venceu    |        |
| 2021 | Séries em Cena Awards     | Melhor Participante de Reality Show      | Indicada  | [ 37 ] |
| 2021 | Melhores do Ano - RD1     | Revelação                                | Indicada  | [ 38 ] |
| 2021 | Prêmio F5                 | Melhor Influenciador(a)                  | Indicada  | [ 39 ] |
| 2021 | Prêmio Mundo Negro        | Melhor Influência                        | Indicada  | [ 40 ] |
| 2021 | Prêmio Mundo Negro        | Melhor Creator no TikTok                 | Venceu    | [ 40 ] |
| 2021 | Prêmio Potências!         | Mulherão da P*                           | Indicada  | [ 41 ] |
| 2021 | Prêmio Potências!         | Nívea Personalidade do Ano               | Venceu    | [ 41 ] |
| 2021 | Prêmio Contigo! de TV     | Melhor Influenciador                     | Indicada  | [ 42 ] |
| 2021 | Prêmio Arcanjo de Cultura | TV Streaming                             | Indicada  | [ 43 ] |
| 2021 | TikTok Awards             | Entregou tudo na For You                 | Indicada  | [ 44 ] |
| 2021 | People's Choice Awards    | Influenciador do Ano Brasil              | Indicada  |        |
| 2021 | Prêmio Área VIP           | Revelação do Ano                         | Indicada  | [ 47 ] |

## Reconhecimentos
- 2020: Esteve na edição da revista norte-americana Wired na lista das cinquenta pessoas mais criativas do ano, prestigiando o Festival Wired Criative X.[9]
- 2020: Foi colocada pela revista Forbes Brasil na lista "Forbes Under 30" como uma das figuras, com menos de 30 anos, que mais se destacou no ano de 2021, na categoria Web.[48]